# Feodora di Leiningen
Feodora di Leiningen (Anna Feodora Auguste Charlotte Wilhelmine; Amorbach, 7 dicembre 1807 – Baden-Baden, 23 settembre 1872) era l'unica figlia femmina di Emilio Carlo, II principe di Leiningen, e di Vittoria di Sassonia-Coburgo-Saalfeld. Fu Principessa di Hohenlohe-Langenburg come consorte del principe Ernesto I di Hohenlohe-Langenburg.
Feodora e il fratello Carlo, che fu in seguito il III Principe di Leiningen, erano fratellastri per parte materna della regina Vittoria del Regno Unito.

## Biografia

### Giovinezza
Feodora rimase orfana del padre nel 1814 e la madre si risposò con il figlio di Giorgio III di Gran Bretagna, Edoardo Augusto di Hannover. Dal matrimonio nacque una figlia, Alessandrina Vittoria, futura regina del Regno Unito.
Visse la giovinezza con la madre e la sorella a Kensington Palace, sotto la sorveglianza di John Conroy, amministratore finanziario della madre a cui la duchessa del Kent, nuovamente vedova nel 1820, aveva affidato anche la conduzione della casa. Nei suoi diari, molti anni dopo, l'ormai regina Vittoria avrebbe aspramente criticato la condotta di Conroy e il clima opprimente in cui erano costrette a vivere sia lei sia la sorella.
A Kensington viveva anche l'ufficiale di cavalleria Augusto, figlio di Augusto duca di Sussex. I due giovani si innamorarono ma quando il loro idillio fu scoperto, Conroy e la madre Vittoria vi posero fine.

### Matrimonio e discendenza
Nel 1828 la diedero in moglie al principe tedesco Ernesto I di Hohenlohe-Langenburg e la giovane andò a vivere al castello di Langenburg.
La coppia ebbe sei figli:
- Carlo Ludovico, principe di Hohenlohe-Langenburg (25 ottobre 1829-16 maggio 1907);
- Elisa (8 novembre 1830- 27 febbraio 1850);
- Ermanno Ernesto (31 agosto 1832-8 marzo 1913);
- Vittorio (11 dicembre 1833-31 dicembre 1891);
- Adelaide (20 luglio 1835-25 gennaio 1900), sposò il duca Federico VIII di Schleswig-Holstein-Sonderburg-Augustenburg;
- Feodora (7 luglio 1839-10 febbraio 1872), sposò il duca Giorgio II di Sassonia-Meiningen.

Feodora e Vittoria rimasero legate e in contatto tra loro per tutta la vita: si scrivevano regolarmente.
Carlotta di Prussia, la secondogenita di Vittoria di Sassonia-Coburgo-Gotha (figlia della regina Vittoria), chiamò sua figlia Fedora, nata nel maggio del 1879, in onore della prozia materna.

## Ascendenza
|                                                            |                                               |                                                                | Genitori                                                 |  |  | Nonni |  |  | Bisnonni                                                |  |  | Trisnonni                                                    |  |
|                                                            |                                               |                                                                |                                                          |  |  |       |  |  | Federico Magnus, Conte di Leiningen-Dagsburg-Hartenburg |  |  | Giovanni Federico, Conte di Leiningen-Dagsburg in Hartenburg |  |
|                                                            |                                               |                                                                |                                                          |  |  |       |  |  | Federico Magnus, Conte di Leiningen-Dagsburg-Hartenburg |  |  | Giovanni Federico, Conte di Leiningen-Dagsburg in Hartenburg |  |
|                                                            |                                               | Margravina Caterina di Baden-Durlach                           |                                                          |  |  |       |  |  | Federico Magnus, Conte di Leiningen-Dagsburg-Hartenburg |  |  |                                                              |  |
| Carlo Federico Guglielmo, I Principe di Leiningen          |                                               |                                                                |                                                          |  |  |       |  |  | Federico Magnus, Conte di Leiningen-Dagsburg-Hartenburg |  |  |                                                              |  |
|                                                            |                                               | Contessa Anna Cristina Eleonora di Wurmbrand-Stuppach          | Giovanni Giuseppe Guglielmo, Conte di Wumrbrand-Stuppach |  |  |       |  |  |                                                         |  |  |                                                              |  |
|                                                            |                                               | Contessa Anna Cristina Eleonora di Wurmbrand-Stuppach          | Giovanni Giuseppe Guglielmo, Conte di Wumrbrand-Stuppach |  |  |       |  |  |                                                         |  |  |                                                              |  |
|                                                            |                                               | Contessa Anna Cristina Eleonora di Wurmbrand-Stuppach          | Baronessa Susanna Giuseppa di Prösing-Stein              |  |  |       |  |  |                                                         |  |  |                                                              |  |
| Emich Carlo, II Principe di Leiningen                      |                                               | Contessa Anna Cristina Eleonora di Wurmbrand-Stuppach          |                                                          |  |  |       |  |  |                                                         |  |  |                                                              |  |
|                                                            |                                               | Guglielmo Carlo Ludovico, Conte di Solms-Rödelheim e Assenheim | Ludovico Enrico, Conte di Solms-Rödelheim e Assenheim    |  |  |       |  |  |                                                         |  |  |                                                              |  |
|                                                            |                                               | Guglielmo Carlo Ludovico, Conte di Solms-Rödelheim e Assenheim | Ludovico Enrico, Conte di Solms-Rödelheim e Assenheim    |  |  |       |  |  |                                                         |  |  |                                                              |  |
|                                                            |                                               | Guglielmo Carlo Ludovico, Conte di Solms-Rödelheim e Assenheim | Contessa Guglielmina Cristiana di Limpurg                |  |  |       |  |  |                                                         |  |  |                                                              |  |
| Cristiana Guglielmina Luisa di Solms-Rödelheim e Assenheim |                                               | Guglielmo Carlo Ludovico, Conte di Solms-Rödelheim e Assenheim |                                                          |  |  |       |  |  |                                                         |  |  |                                                              |  |
|                                                            |                                               | Contessa Maria Margherita di Wurmbrand-Stuppach                | Giovanni Giuseppe Guglielmo, Conte di Wumrbrand-Stuppach |  |  |       |  |  |                                                         |  |  |                                                              |  |
|                                                            |                                               | Contessa Maria Margherita di Wurmbrand-Stuppach                | Giovanni Giuseppe Guglielmo, Conte di Wumrbrand-Stuppach |  |  |       |  |  |                                                         |  |  |                                                              |  |
|                                                            |                                               | Contessa Maria Margherita di Wurmbrand-Stuppach                | Contessa Giuliana Dorotea di Limpurg-Gaildorf            |  |  |       |  |  |                                                         |  |  |                                                              |  |
| Principessa Feodora di Leiningen                           |                                               | Contessa Maria Margherita di Wurmbrand-Stuppach                |                                                          |  |  |       |  |  |                                                         |  |  |                                                              |  |
|                                                            | Ernesto Federico di Sassonia-Coburgo-Saalfeld | Francesco Giosea di Sassonia-Coburgo-Saalfeld                  |                                                          |  |  |       |  |  |                                                         |  |  |                                                              |  |
|                                                            | Ernesto Federico di Sassonia-Coburgo-Saalfeld | Francesco Giosea di Sassonia-Coburgo-Saalfeld                  |                                                          |  |  |       |  |  |                                                         |  |  |                                                              |  |
|                                                            | Ernesto Federico di Sassonia-Coburgo-Saalfeld | Anna Sofia di Schwarzburg-Rudolstadt                           |                                                          |  |  |       |  |  |                                                         |  |  |                                                              |  |
| Francesco Federico di Sassonia-Coburgo-Saalfeld            | Ernesto Federico di Sassonia-Coburgo-Saalfeld |                                                                |                                                          |  |  |       |  |  |                                                         |  |  |                                                              |  |
|                                                            |                                               | Sofia Antonia di Brunswick-Wolfenbüttel                        | Ferdinando Alberto II di Brunswick-Lüneburg              |  |  |       |  |  |                                                         |  |  |                                                              |  |
|                                                            |                                               | Sofia Antonia di Brunswick-Wolfenbüttel                        | Ferdinando Alberto II di Brunswick-Lüneburg              |  |  |       |  |  |                                                         |  |  |                                                              |  |
|                                                            |                                               | Sofia Antonia di Brunswick-Wolfenbüttel                        | Antonietta Amalia di Brunswick-Wolfenbüttel              |  |  |       |  |  |                                                         |  |  |                                                              |  |
| Vittoria di Sassonia-Coburgo-Saalfeld                      |                                               | Sofia Antonia di Brunswick-Wolfenbüttel                        |                                                          |  |  |       |  |  |                                                         |  |  |                                                              |  |
|                                                            |                                               | Enrico XXIV di Reuss-Ebersdorf                                 | Enrico XXIX di Reuss-Ebersdorf                           |  |  |       |  |  |                                                         |  |  |                                                              |  |
|                                                            |                                               | Enrico XXIV di Reuss-Ebersdorf                                 | Enrico XXIX di Reuss-Ebersdorf                           |  |  |       |  |  |                                                         |  |  |                                                              |  |
|                                                            |                                               | Enrico XXIV di Reuss-Ebersdorf                                 | Sofia Teodora di Castell-Remlingen                       |  |  |       |  |  |                                                         |  |  |                                                              |  |
| Augusta di Reuss-Ebersdorf                                 |                                               | Enrico XXIV di Reuss-Ebersdorf                                 |                                                          |  |  |       |  |  |                                                         |  |  |                                                              |  |
|                                                            |                                               | Carolina Ernestina di Erbach-Schönberg                         | Giorgio Augusto di Erbach-Schönberg                      |  |  |       |  |  |                                                         |  |  |                                                              |  |
|                                                            |                                               | Carolina Ernestina di Erbach-Schönberg                         | Giorgio Augusto di Erbach-Schönberg                      |  |  |       |  |  |                                                         |  |  |                                                              |  |
|                                                            |                                               | Carolina Ernestina di Erbach-Schönberg                         | Ferdinanda Enrichetta di Stolberg-Gedern.                |  |  |       |  |  |                                                         |  |  |                                                              |  |
|                                                            |                                               | Carolina Ernestina di Erbach-Schönberg                         |                                                          |  |  |       |  |  |                                                         |  |  |                                                              |  |